# Pensionato artistico nazionale
Il Pensionato artistico nazionale è stato un premio artistico a sostegno dei giovani artisti italiani, che fu istituito dal ministro Pasquale Villari nel 1891 e si svolse fino al 1939. Era diviso nelle categorie di pittura, scultura, architettura e (dal 1909) decorazione.
Il premio consisteva in un assegno annuale per la durata di quattro anni per la frequentazione a Roma le lezioni dell'Accademia di Belle Arti e per effettuare viaggi di studio e di lavoro, in Italia nei primi due anni e all'estero nel terzo anno.
Le opere prodotte dagli artisti vincitori per la partecipazione al concorso e durante il percorso di formazione restavano di proprietà statale (Accademia di belle arti di Roma) e sono depositate dagli anni cinquanta in vari luoghi. Nel 2002 la Galleria nazionale d'arte moderna e contemporanea di Roma ha esposto le pitture in una mostra intitolata L'artista studente.
Alcuni dei vincitori furono:
- per la pittura: Giulio Bargellini, Felice Carena, Umberto Coromaldi, Ferruccio Ferrazzi, Camillo Innocenti, Armando Spadini, Luigi Montanarini, Giulio Rosso;
- per la scultura: Angelo Zanelli, Guido Calori, Carlo Fontana, Silvio Canevari, Arturo Dazzi, Domenico Umberto Diano, Ercole Drei, Giovanni Nicolini, Umberto Rancher, Guido Costanzo, Silvio Ceccarelli, Pericle Fazzini;
- per l'architettura: Pier Olinto Armanini, Rodolfo Sabatini, Cesare Bazzani, Beniamino Sgobbo, Giovan Battista Milani, Giuseppe Mancini, Licurgo Baldacci, Vincenzo Fasolo, Romeo Moretti, Pietro Angelini, Enrico Del Debbio, Leonardo Paterna Baldizzi, Vittorio Caffiero, Gaetano Rapisardi, Mario Ridolfi, Gian Luigi Giordani;[2]